# 韓国電子通信研究院

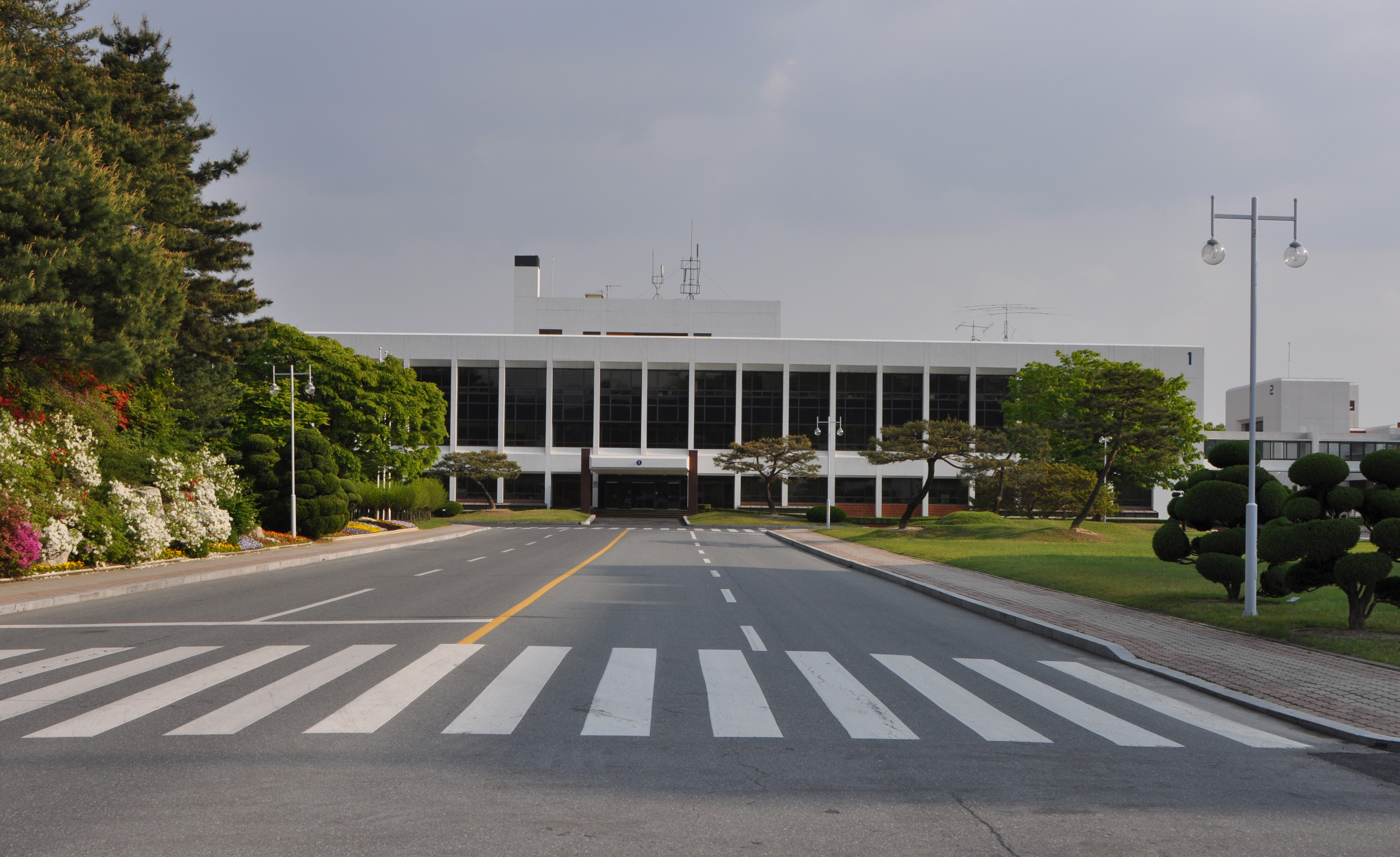
韓国電子通信研究院(ETRI)

韓国電子通信研究院（かんこくでんしつうしんけんきゅういん、한국전자통신연구원、Electronics and Telecommunications Research Institute, ETRI）は、KIST付属韓国電子通信研究所(1976年12月31日設立)、韓国電子機器試験研究所(KERTI)(1976年12月30日設立)、韓国電子技術研究所(KIET)(1976年12月30日設立)を統合し、1985年3月26日に発足した科学技術情報通信部傘下の公的研究機関。
2015年12月時点では、6つの研究所(ソフトウェア・コンテンツ、融合技術、情報通信部品素材、放送通信メディア、通信インターネット、創意未来)、1つの研究団(UGS融合)、1つの付属研究所(国家保安技術)、3つの本部(戦略企画、事業化、経営管理)などで構成されている。
大田広域市儒城区柯亭路 218番地に所在。

## 設立目的
情報、通信、電子、放送及び成果関連融合・複合技術分野の産業源泉技術の開発、成果の拡散を通じて国家経済・社会の発展に寄与すること